# ویم ون در فورت
ویم ون در فورت (انگلیسی: Wim van der Voort; ۲۴ مارس ۱۹۲۳ – ۲۳ اکتبر ۲۰۱۶) اسکیت‌باز سرعت اهل پادشاهی هلند بود.